# Pidłypne
Pidłypne (ukr. Підлипне) – wieś na Ukrainie, w obwodzie sumskim, w rejonie konotopskim. W 2001 liczyła 4015 mieszkańców, spośród których 3887 posługiwało się językiem ukraińskim, 113 rosyjskim, 1 mołdawskim, 3 białoruskim, 5 romskim, 1 polskim, 2 innym, a 3 się nie zadeklarowało.

## Urodzeni
- Grigorij Tchor